# Цирковая музыка
Циркова́я му́зыка, также известная как карнава́льная му́зыка, — любая музыка, которая воспроизводится во время циркового представления, а также музыка, сочинённая для подражанию общему стилю. Произведения поп-музыки также часто используются цирковыми оркестрами (переделанные в соответствующих аранжировках), а также вальсы, фокстроты и другие танцевальные мотивы.

## История
Хотя цирки существовали ещё со времён древних римлян, цирковая музыка изначально появилась в виде сольных выступлений скрипача или флейтиста. Лишь в XX веке цирковую музыку начали исполнять биг-бенды. Первым современным[когда?] режиссёром и артистом цирка был Филипп Эстли (1742—1814), ветеран Семилетней войны и опытный конник. Опираясь на навыки верховой езды, полученные в армии, и заручившись поддержкой жонглёров, акробатов и клоунов, Эстли открыл первый парижский цирк в 1782 году. Первым известным композитором цирковой музыки был Чарльз Дибдин (1745—1814). Он был партнёром Эстли, а также финансировал театр, в котором базировался королевский цирк.
Дибдин был известным композитором и написал сотни произведений, прежде чем решил устроиться в цирк к Эстли. Он написал все произведения, которые использовались в цирке, представлявшие собой преимущественно интермеццо или комедийные композиции. Для исполнения многих произведений привлекался ансамбль примерно из шестидесяти детей, которые выступали в качестве певцов и танцоров. Среди материала, написанного специально для цирка, фигурировали композиции «The Graces», «Clump and Cudden» и «Pandora», последняя из них была, пожалуй, самым известным произведением, поскольку первоначально использовалось в популярном кукольном спектакле, который высмеивал современных деятелей того времени.

## Виды и использование
Наиболее распространённым типом цирковой музыки является цирковой марш, или скример. Он характеризуется особо быстрым темпом — обычно около 200 ударов в минуту — и мелодиями, которые содержат эффектные элементы, такие как сќачки, быстрые переходы и фанфары. Марши служили различным целям, на протяжении цирковой программы их часто использовали для парадных выходов, увертюр и финалов, сцен с участием диких зверей или других «напряжённых» номеров, к примеру выступлений эквилибристов. Цирковые марши подразделяются на виды:
- Презентация — первая секция, содержит два вида, часто во время представления артиста
- Трио — вторая секция; она может состоять из двух разных повторяющихся мелодий или одной длинной повторяющейся мелодии
- Проигрыш, или «воздушный бой» — часто следует за трио и повторяет часть мелодии из презентации[6].

Соло на ксилофоне из произведения Souvenir de Cirque Renz, сочинённого австрийским композитором Густавом Петером

Галоп — ещё одна популярная форма цирковой музыки. Как и марш, он исполняется в быстром, динамичном темпе и в основном используется для сопровождения «смертельных номеров» и сцен с дикими животными. Любой цирковой номер или рискованное представление, может сопровождаться подобным музыкальным произведением. Галоп, как правило, исполняется в размере 2
4 и имеет небольшую длину, но заканчивается лишь по команде концертмейстера. Если хронометраж номера затягивается, галоп может продолжаться звучать da capo. Одним из самых известных примеров является произведение Густава Петера «Воспоминания о цирке Ренц» (англ. Memory of Circus Renz), представленное в 1894 году под названием «Сувенир де Цирк Ренц» (фр. Souvenir de Cirque Renz). Произведение изначально было написано для ксилофона.
Цирковая музыка сопровождала различные номера. Например, номер на трапеции мог сопровождаться головокружительным галопом или грациозным вальсом. Во время выступления с дикими животными, мог использоваться марш.

## Примеры
Одним из самых узнаваемых произведений цирковой музыки является «Entrance of the Gladiators» Юлиуса Фучика (1872—1916). Фучик написал почти 300 маршей и танцев и поэтому его часто называют «Богемским Сузой». Несмотря на то, что его самым известным творением стала пьеса, используемая в цирке, он не писал специальной музыки для этих целей. Ещё одним известным произведением данного стиля является «Barnum and Bailey’s Favorite» Карла Кинга (1892—1971). В отличие от Фучика, Кинг с детства исполнял цирковую музыку, присоединившись к знаменитому цирку Робинзона в возрасте 19 лет, в качестве трубача. В то время цирковая музыка нуждалась в собственном стиле, поскольку современная[когда?] музыка не подходила для большей части концертной программы. Благодаря спросу Кинг быстро получил популярность как цирковой композитор, добившись мирового признания. Популярным произведением используемым во время номеров на трапеции является вальс «Sobre las Olas» или «Over the Waves». Он был сочинён мексиканским композитором Хувентино Росасом, хотя многие ошибочно приписывали его авторство Штраусу. В свою очередь, произведение «Stars and Stripes Forever» Джона Филиппа Сузы использовалось лишь в чрезвычайных ситуациях, например, когда какое-то из животных вырывалось из вольера. Тем самым возвещая артистов об опасности. Ряд композиторов были известны сочинением скримеров, в том числе Фред Джуэл и Генри Филлмор.
В 1971 году Чарльз Беннет-младший и Арт Стенсвад объединили поклонников цирковой музыки и ветеранов циркового оркестра, включая Мерла Эванса, в общество сохранения цирковой музыки, известное как Windjammers Unlimited. Музыканты собираются дважды в год для изучения и исполнения произведений композиторов классической эпохи цирковой музыки, таких как М. Л. Лейк и Карл Л. Кинг. Они также исследовали архивы издательства C.L. Barnhouse, которое считалось одним из основных поставщиков нот для цирковых оркестров.
Некоторые композиторы сочиняли музыку, имитирующую или похожую на цирковые мелодии, зачастую для фильмов, связанных с этой темой. Одним из примеров — центральная тема из фильма «Гремлины» (Джерри Голдсмита), которая в определённой степени повлияла на создателей кинокартины, отразившись на её атмосфере.
Среди других композиторов и музыкантов, которые обращались к цирковой музыке в своём творчестве, фигурируют Дэнни Эльфман, Тома Уэйтс, Mr. Bungle, The Dickies, Legendary Shack Shakers и Kaizers Orchestra. Музыкальный жанр «тёмное кабаре» в значительной степени основан на элементах цирковой музыки, а также на влиянии бурлеска и водевиля. Среди популярных исполнителей этого направления можно выделить The Tiger Lillies и Circus Contraption. Панк-кабаре также навеян цирковой музыкой: наиболее видные представители этого стиля — The Dresden Dolls, Аманда Палмер и Эмили Отэм. Также интерес к жанру цирковой музыки проявляют представители «тяжёлой» сцены, такие как The Venetia Fair (пост-хардкор), Ice Nine Kills и Crown The Empire (металкор), добавляя в своё творчество элементы из этого жанра. Популярный танцевальный трек «Disco Circus» получил своё название из-за за сходства с цирковой музыкой.

## Инструментарий
По мере того, как стили цирковой музыки менялись, менялись и используемые в них музыкальные инструменты. В XIX веке появились духовые оркестры. Струнные инструменты больше не использовались в «традиционных» цирковых коллективах для создания «традиционной» цирковой музыки, которую Мерл Эванс характеризовал как музыку с более ярким тоном, нежели у другой музыки.
Для привлечения горожан использовались корнеты, трубы, тромбоны, валторны, баритоны и тубы, сигнализируя, что приехал цирк. В оркестрах прижились барабаны, были популярны саксофоны (хотя не везде). Каллиопа, созданная Джошуа К. Стоддардом в 1856 году, также прижилась в цирке. Этот инструмент использовали отдельно от оркестра и иногда называли «цирковым пианино». Звук инструмента был слышен на расстоянии 14,48 км.
Цирковая музыка XXI века сильно различается по составу инструментов, стилю и содержанию. В ней часто используются электроинструменты и синтезаторы наряду с более традиционными инструментами.